# Deng Yu-cheng
Deng Yu-cheng, född 25 april 1999, är en taiwanesisk bågskytt. Han deltog vid olympiska sommarspelen 2020.